# Piero Camporesi

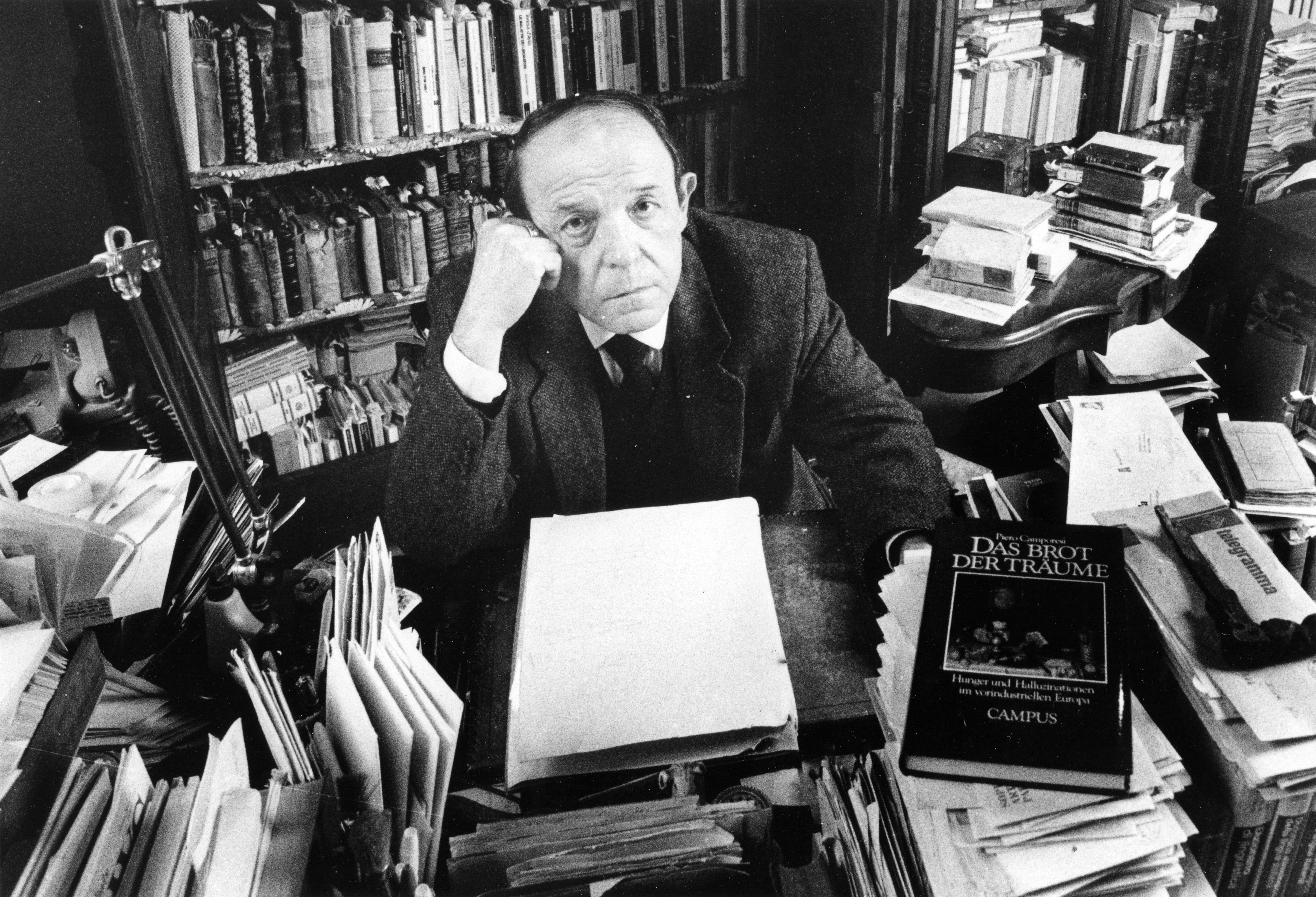
Piero Camporesi nel suo studio di Bologna

Piero Camporesi (Forlì, 15 febbraio 1926 – Bologna, 24 agosto 1997) è stato un filologo, critico letterario, storico, antropologo e gastronomo italiano che amava definirsi "academico di nulla Academia".

## Biografia
Allievo di Carlo Calcaterra ha dedicato le prime ricerche a Francesco Petrarca, Vittorio Alfieri e Ludovico di Breme, nel solco della tradizione filologica dello Studio bolognese. Punto di svolta nel suo percorso di studioso è stato l'incontro con il manuale di cucina di Pellegrino Artusi, La scienza in cucina e l'arte di mangiar bene - di cui ha curato l'edizione critica nel 1970 - dimostrando la centralità letteraria dell'opera e rivalutando, sotto il profilo dell'identità collettiva, il ruolo che un simile manuale di genere ha svolto, non soltanto nel fondare e unificare una tradizione gastronomica nazionale, ma anche nel promuovere la consapevolezza di una comune lingua italiana nei vasti strati di una popolazione ancora poco coinvolta nel processo unitario italiano.

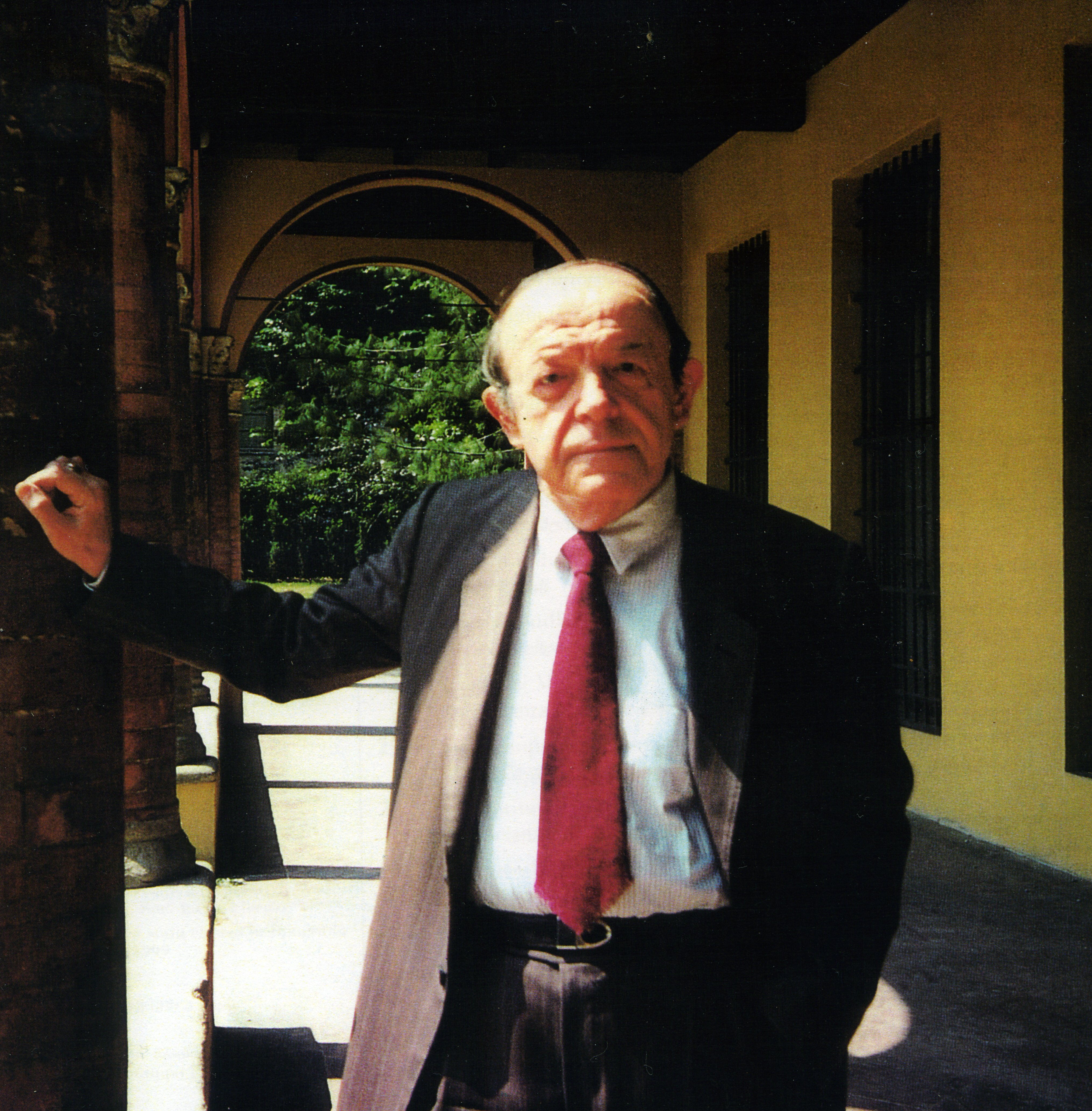
Piero Camporesi - Palazzina della Viola - Università di Bologna

I suoi studi successivi hanno sempre più esplorato, in tale direzione, le condizioni materiali di vita della società d'ancien régime dal punto di vista popolare (come nel Libro dei vagabondi, altra pietra miliare della sua ricerca, o come I balsami di Venere sul tipo di cibo che suscita l'amore e la passione), le relazioni con i cibi e gli atti alimentari, il governo delle pratiche legate alla cura e alla salute del corpo, la concretezza del mondo delle arti e dei mestieri popolari, ponendo in luce l'apparato simbolico e le trasformazioni antropologiche che un tale scambio osmotico ha esercitato nell'influenzare in profondità l'immaginario collettivo umano, in particolare nell'epoca tra Medioevo ed età moderna. Contemporaneamente ha continuato ad esercitare un'attenta rilettura di figure di spicco della storia nazionale - ricostruendone avvincenti ritratti - spaziando da autori del canone come Petrarca e Galileo Galilei, ma rivalutando anche un cantastorie popolare bolognese come Giulio Cesare Croce, di cui è stato il più importante studioso. Attento anche alle figure di raccordo tra mondo scientifico e realtà quotidiana (Lorenzo Magalotti e Francesco Redi sopra tutti), ha dedicato infine il suo ultimo lavoro alla figura del protomedico bolognese Leonardo Fioravanti.
I suoi temi preferiti, pur trattati con puntigliosa precisione scientifica, risultano accessibili anche ai lettori non specialisti, grazie ad un sapiente intarsio in cui scrittura erudita e linguaggio dei documenti, impiegati come fonti, vengono utilizzati per ricostruire la società preindustriale, attraverso i sensi degli uomini che vi avevano materialmente vissuto.
Ha insegnato Letteratura Italiana nelle Facoltà di Magistero e di Lettere dell'Università di Bologna. Tra i saggisti italiani più conosciuti al mondo, i suoi libri sono stati tradotti nei principali paesi europei, negli Stati Uniti, in Brasile e in Giappone.

## Eredità culturale
Il metodo di ricerca di Piero Camporesi è mantenuto vivo dal Centro Studi "Piero Camporesi"», articolazione scientifica del Dipartimento di Filologia classica e Italianistica dell'Università di Bologna. Il Dipartimento di Filologia Classica e Italianistica è editore dell'open access journal «DNA - Di Nulla Academia», rivista scientifica di classe A nell'ambito dell'italianistica. DNA persegue sia gli intenti multisciplinari della ricerca camporesiana sia la valorizzazione del Fondo Camporesi ed è conservato presso la biblioteca "Ezio Raimondi" dell'Alma Mater Studiorum-Università di Bologna.

## Opere
- "La sestina del Petrarca e l'interpretazione di un passo di Benvenuto da Imola" (Studi Petrarcheschi, vol. IV, 1951, pp. 305 e in Giornale italiano di filologia, IV, 2, 1951, pp. 148–150)
- "Petrarca LXVI: l'aer gravato e l'importuna nebbia" (in Studi Petrarcheschi, vol. IV, 1951, p. 307 e in Giornale italiano di filologia, 4, 1951, pp. 319–22)
- "Il tema dell'Adynaton nel Canzoniere  del Petrarca"(in Studi urbinati, 1, 1952 pp. 3–6)
- "Giuseppe D'Alessandro poeta barocco tra Seicento e Settecento" (in Convivium, 3, 1952, pp. 397–426)
- "Biltri, blittri" (in Lingua nostra, XIII, 3, 1952, pp. 70–72)
- "Una lettera inedita di Lodovico di Breme al Ginguené" (in Fiorenzo Forti (a cura di), Dai dettatori al Novecento: studi in ricordo di Carlo Calcaterra, Torino: SEI, 1953, pp. 255–262)
- [recensione a] Lanfranco Caretti, Saggio sul Sacchetti (La rassegna della letteratura italiana, 1-2, 1953, pp. 163–164)
- "De Sanctis e Bettinelli" (in La rassegna della letteratura italiana, 2, 1954, pp. 1–3)
- [recensione a] Lanfranco Caretti, Parini e la critica (in Aut Aut, XX, 1954, pp. 169–170)
- "Documenti per la storia del romanticismo italiano: pensieri inediti di Pietro Borsieri" (in Convivium, 2, 1955, pp. 192–197)
- "Goldoni, Venezia e i romantici" (in Convivium, 2, 1958, pp. 170–173)
- [curatela di] Ludovico di Breme, Il Romitorio di sant'Ida (Bologna: Commissione per i testi di lingua, 1961)
- "Una vita romantica di Maria Antonietta" (in Convivium, 1, 1961, pp. 80–84)
- [curatela di] Ludovico di Breme, Lettere (Torino: Einaudi 1966)
- [recensione a] "Pietro Borsieri, Avventure letterarie di un giorno e altri scritti" (Lettere italiane, 3, 1968, pp. 423–425)
- [curatela di] Vittorio Alfieri, Estratti d'Ossian e da Stazio per la tragica: estratti, 1 (Asti: Casa d'Alfieri, 1969)
- [curatela di] Pellegrino Artusi, La scienza in cucina e l'arte di mangiar bene (Torino: Einaudi 1970; poi 1974)
- [voci] "Giacomo di Sant'Andrea", "Gomita", "Griffolino d'Arezzo", "grifone", "Guidi, Guido VI (Guido Guerra)", "Montfort, Guido di" (in Enciclopedia dantesca vol. 3, Roma: Istituto della Enciclopedia italiana, 1971, pp. 149, 250, 287, 321-322, 1022-1023)
- [curatela di] Il libro dei vagabondi. Lo Speculum cerretanorum di Teseo Pini, Il vagabondo di Rafaele Frianoro e altri testi di «furfanteria» (Torino: Einaudi 1973)
- "La cucina popolare emiliano-romagnola: continuità e cambiamento" (Atti del 4º convegno dell'Accademia italiana della cucina, Parma-Bologna, 8-10 giugno 1973, pp. 109–33)
- [voce] "Italo Calvino", in Dizionario critico della letteratura italiana (Torino: Utet 1974, pp. 449–64)
- [voce] "Giuseppe Mazzini", in Dizionario critico della letteratura italiana (Torino: Utet 1974, pp. 545–60)
- "Lo stereotipo del Romagnolo" (Studi romagnoli, XXV, 1974, pp. 393–411)
- "Carnevale, cuccagna e giuochi di villa" (Studi e problemi di critica testuale, 1975, 10, pp. 57–97)
- La maschera di Bertoldo: G.C. Croce e la letteratura carnevalesca (Torino: Einaudi 1976 e Milano: Garzanti 1993)
- curatela di Giulio Cesare Croce, Le astuzie di Bertoldo e le semplicità di Bertoldino (Torino: Einaudi 1978 e Milano: Garzanti 1993)
- "Alimentazione e cucina", in Storia della Emilia-Romagna a cura di Aldo Berselli, vol. 2 (Imola: University Press 1977, pp. 501–16)
- Il paese della fame (Bologna: Il Mulino 1978 e 1985, Milano: Garzanti 2000)
- [curatela di] Giulio Cesare Croce, Le sottilissime astuzie di Bertoldo (Torino: Einaudi 1978 e Milano: Berlusconi 1994)
- Il pane selvaggio (Bologna: Il Mulino 1980, Milano: Garzanti 2004)
- Alimentazione, folklore, società (Parma: Pratiche 1980 e 1983)
- presentazione a Giuseppe Cocchiara, Il mondo alla rovescia (Torino: Boringhieri 1981)
- "Cultura popolare e cultura d'élite fra Medioevo ed età moderna" (in Storia d'Italia, vol. 4: Intellettuali e potere, Torino: Einaudi 1981)
- "Le erbe del sogno e della sopravvivenza" (Medicina, erbe e magia, Milano: Silvana 1981, pp. 54–78)
- "Speziali e ciarlatani" (Medicina, erbe e magia, Milano: Silvana 1981, pp. 138–59)
- "La ruota del tempo" (Cultura popolare nell'Emilia-Romagna, strutture rurali e vita contadina, Milano: Silvana, 1977, pp. 36–49)
- "Il campo, il fuoco, la tavola" (Cultura popolare nell'Emilia-Romagna, espressioni sociali e luoghi d'incontro, Milano: Silvana, 1977, pp. 50–73)
- "La condizione vegetale: uomini, erbe, bestie" (Cultura popolare nell'Emilia-Romagna, medicina erbe e magia, Milano: Silvana, s.d., pp. 118–35)
- La carne impassibile: salvezza e salute tra Medioevo e Controriforma (Milano: Il Saggiatore 1983 e Garzanti 1994)
- Odori e sapori: introduzione ad Alain Corbin, Storia sociale degli odori. XVIII e XIX secolo (Milano: Mondadori, 1983 e 2005)
- prefazione ad Aureliano Bassani, Eminenza, il pranzo e servito : le ricette di Alberto Alvisi cuoco del card. Chiaramonti vescovo di Imola (1785-1800) (Bologna: Aniballi 1984)
- Il sugo della vita: simbolismo e magia del sangue (Milano: Comunità 1984, Mondadori 1988 e Garzanti 1997)
- Le officine dei sensi (Milano: Garzanti 1985 e 1991)
- La casa dell'eternità (Milano: Garzanti 1987 e 1998)
- I balsami di Venere, Milano, Garzanti, 1989-2007. - Prefazione di Elisabetta Rasy, Milano, Il Saggiatore, 2019.[3]
- La terra e la luna: alimentazione folclore societa (Milano: Il Saggiatore 1989 e Garzanti 1995)
- La miniera del mondo: artieri inventori impostori (Milano: Il Saggiatore 1990)
- Il brodo indiano: edonismo ed esotismo nel Settecento (Milano: Garzanti 1989 e 1998)
- Rustici e buffoni: cultura popolare e cultura d'elite fra Medioevo ed eta moderna (Torino: Einaudi 1991)
- Le belle contrade: nascita del paesaggio italiano (Milano: Garzanti 1992)
- Le vie del latte: dalla Padania alla steppa (Milano: Garzanti 1993)
- Il ghetto: Bologna, storia e rinascita di un luogo (Bologna: Grafis 1993)
- Il palazzo e il cantimbanco (Milano: Garzanti 1994)
- Il governo del corpo: saggi in miniatura (Milano: Garzanti 1995 e 2008)
- "Schede secentesche" (Studi secenteschi, vol. 38, 1997, pp. 396–414)
- Camminare il mondo: vita e avventure di Leonardo Fioravanti medico del Cinquecento (Milano: Garzanti 1997 e 2007)
- "Dal paese al paesaggio", in Il paesaggio. Dalla percezione alla descrizione, a cura di R. Zorzi (Venezia: Marsilio 1999).

## Studi su Piero Camporesi
Sulla figura e l'opera di Piero Camporesi possono essere utilmente consultati i seguenti studi:
- Elide Casali, Bruno Capaci,(a cura di) La Festa del mondo rovesciato, Bologna, il Mulino, 2002
- Elide Casali (a cura di), "Academico di nulla academia". Saggi su Piero Camporesi, Bologna, Bononia University Press, 2006 (con prefazione di Gian Mario Anselmi e saggi di Emilio Pasquini, Renato Badalì, Albano Biondi, Marco Belpoliti, Peter Burke, Glauco Sanga, Lucio Gambi, Ezio Raimondi, Maurice Aymard. Completa l'opera una Bibliografia degli scritti di Piero Camporesi a cura di Paolo Tinti).
- Marco Belpoliti (a cura di), Piero Camporesi, in «Riga», n. 26, Milano, Marcos y Marcos, 2008 (con saggi di Maria Corti, Giorgio Manganelli, Carlo Ossola, Marco Belpoliti, Ottavio Cecchi, Alfredo Giuliani, Philippe Ariès, Giovanni Giudici, Antonio Porta, Alfonso Maria Di Nola, Franco Cardini, Georges Balandier, Guido Almansi, Giancarlo Mazzacurati, Umberto Eco, Pierre Lepape, René de Ceccatty, Inuhiko Yomota, Hidenobu Jinnai, Marino Biondi, Oliviero Ponte di Pino, Elide Casali, Pierpaolo Antonello, Marco Antonio Bazzocchi, Etsuko Nakayama, Alberto Natale, Diego Zancani).
- Elide Casali, Marcello Soffritti (a cura di), Camporesi nel mondo. L'opera e le traduzioni, Atti del Convegno Internazionale di Studi. Forlì, 5-6-7- marzo 2008, Bologna, Bononia University Press, 2009 (con interventi di Maria Gioia Tavoni, Paolo Tinti, Marino Biondi, Giuseppe Ledda, Francesca Gatta, Umberto Eco, Diego Zancani, Stijn Van Hamme, Luisa Rubini, David Gentilcore, Etsuko Nakayama, Maria Carrerars i Goicoechea, Adele D'Arcangelo, Anabela Cristina Costa da Siva Ferreira, Licia Reggiani, Marcello Soffritti, Elide Casali).
- Elide Casali, Il bambino e la lumaca: rileggere Piero Camporesi (1926-1997), Bologna, Bononia University Press, 2017.
- Gian Mario Anselmi, Aurelia Camporesi, Elide Casali, Alberto di Franco (a cura di), Il gusto della ricerca. A proposito di Piero Camporesi. Con uno scritto inedito di Piero Camporesi e una premessa di Corrado Augias, Milano, Il Saggiatore, 2018 (con saggi di Marco Belpoliti. Elide Casali, Elisa Morbidelli, Paolo Tinti, Lucia Rodler, Alberto Natale, Marino Niola, Barbara Troise Rioda, Patrizia Fughelli e Maurizio Zompatori, Beatrice Collina, Francesca Gatta, Marco A. Bazzocchi, Cristina Cecchi, Andrea Battistini, Gian Mario Anselmi, Bruno Capaci, Alberto Di Franco, Patrizia Cremonini, Laura Gilli, Casimira Grandi, Massimo Mezzetti, Andrea Morstabilini, Aurelia Camporesi).